# Angosturabroen
Angosturabroen (Spansk Puente de Angostura) er en hængebro over Orinoco 5 kilometer vest for Ciudad Bolívar i Venezuela med et spænd på 712 meter og en total længde på 1.678 meter.

Broen er tegnet af den lokale ingeniør Paul Lustgarten og blev åbnet den 6. januar 1967 af præsident Raul Leoni. Da broen stod færdig var det den første moderne hængebro i Sydamerika. Den forbinder delstaterne Bolívar og Anzoátegui.
8°8′40″N 63°35′53″V / 8.14444°N 63.59806°V